# Liste der Flaggen im Kreis Warendorf
Diese Liste beinhaltet alle in der Wikipedia gelisteten Flaggen im Kreis Warendorf in Nordrhein-Westfalen. Weitere Flaggen von Städten, Gemeinden und Kreisen in Nordrhein-Westfalen sind über die Navigationsleiste am Ende der Seite erreichbar.
| Kreis           | Hissflagge | Banner | Kommentare |
| --------------- | ---------- | ------ | --- |
| Kreis Warendorf |            |        | „Dem Kreis Warendorf ist mit Urkunde des Regierungspräsidenten in Münster vom 20. Mai 1976 das Recht zur Führung eines Wappens, einer Flagge, eines Banners und eines Dienstsiegels verliehen worden. Beschreibung des Wappens: In Rot ein schräger goldener (gelber) Wellenbalken, begleitet von je einer goldenen (gelben) Rosette.“ Beschreibung der Flagge: Die Hauptsatzung gibt folgende ungenaue Beschreibung: Der Kreis führt eine Flagge mit den Farben rot-gold. Sie zeigt das Wappen des Kreises Warendorf. Richtig müsste es heißen: „Die Flagge ist geteilt von Rot und Gelb, in der Mitte das Wappen. Das Banner ist gespalten von Rot und Gelb mit dem Wappen im oberen Drittel.“ |

Wichtiger Hinweis
Zur Zeit der Erstellung dieses Artikels befinden sich darin nur wenig Flaggenabbildungen, dafür aber die Platzhalter  für Hissflaggen und  für Banner. Entsprechende Platzhalter  sind auch auf den Wappenlisten üblich und eine Aufforderung, die noch fehlenden Abbildungen zu finden oder zu erstellen und hochzuladen.

## Städte und Gemeinden
| Stadt         | Hissflagge                         | Banner | Kommentare |
| ------------- | ---------------------------------- | ------ | --- |
| Ahlen         | laut Hauptsatzung keine Hissflagge |        | „Das Wappen wurde am 5. Dezember 1910 von König Wilhelm II. von Preußen verliehen. Das Banner wurde am 25. April 1936 durch den Oberpräsidenten der Provinz Westfalen verliehen, allerdings mit der zweizeiligen roten Inschrift über dem Wappen "AHLEN WESTF.". Beschreibung des Wappens: In Rot ein golden (gelb) gekrönter, einwärts gekrümmter, siebenfach geflügelter silberner (weißer) Aal. Über dem Wappenschild eine dreitürmige goldene (gelbe) Mauerkrone mit Tor. Beschreibung des Banners: Die Hauptsatzung gibt keine genaue Auskunft über eine Flagge (Banner). Die Stadt führt ein Banner wie folgt: ‚Rot-Weiß-Rot im Verhältnis 1 : 3 : 1, längsgestreift, mit dem Stadtwappen in der Mitte der oberen Hälfte‘.“ |
| Beckum        |                                    |        | „Der Stadt Beckum ist zuletzt mit Urkunde des Regierungspräsidenten in Münster vom 26. März 1976 das Recht zur Führung eines Wappens, einer Flagge, eines Banners und eines Dienstsiegels verliehen worden. Beschreibung des Wappens: In Rot drei schräge silberne (weiße) Wellenbalken. Beschreibung der Flagge: Die Flagge (Hissflagge) zeigt die Farben Rot und Weiß im Verhältnis 1 : 1 längsgestreift (gemeint ist quergestreift). Das Banner zeigt die Farben Rot und Weiß im Verhältnis 1 : 1 längsgestreift.“ |
| Beelen        |                                    |        | „Der Gemeinde Beelen ist mit Urkunde des Regierungspräsidenten in Münster vom 15. April 1989 das Recht zur Führung einer Flagge und eines Banners verliehen worden. Das Wappen wurde zunächst dem Amt Beelen am 2. März 1939 durch den Oberpräsidenten der Provinz Westfalen verliehen und am 1. Januar 1975 von der der Gemeinde weiter geführt. Beschreibung des Wappens: Auf blau und gold (gelb) gerauteten Schild ein schwarzer, silbern (weiß) bewehrter und rotgezungter steigender Löwe. Beschreibung der Flagge: Die Hissflagge zeigt die Farben Blau-Gelb-Blau-Gelb-Blau im Verhältnis 1:1:1:1:1 quergestreift mit dem Gemeindewappen in der Mitte des Tuches. Das Banner zeigt die Farben Blau-Gelb-Blau-Gelb-Blau im Verhältnis 1:1:1:1:1 längsgestreift, im oberen Drittel belegt mit dem Gemeindewappen.“                                                     |
| Drensteinfurt |                                    |        | „Der Stadt Drensteinfurt ist mit Urkunde des Regierungspräsidenten in Münster vom 26. August 1976 das Recht zur Führung eines Wappens, einer Flagge, eines Banners und eines Dienstsiegels verliehen worden. Beschreibung des Wappens: In Blau auf gewelltem, mit drei Reihen silberner (weißer) Steine belegtem Schildfuß ein linksschreitender silberner (weißer) Hirsch mit silbernem (weißem) dreiblättrigem Zweig im Geäse. Beschreibung der Flagge: Die Flagge (Hissflagge) zeigt die Farben Blau und Weiß im Verhältnis 1 : 1 längsgestreift (gemeint ist quergestreift), in der Mitte der Wappenschild der Stadt. Das Banner zeigt die Farben Blau und Weiß im Verhältnis 1 : 1 längsgestreift, in der Mitte der oberen Hälfte der Wappenschild der Stadt.“ |
| Ennigerloh    |                                    |        | „Der Innenminister des Landes Nordrhein-Westfalen hat durch Urkunde vom 6. Oktober 1955 der damaligen Gemeinde Ennigerloh das Recht zur Führung eines Banners und einer Flagge verliehen; Wappen und Siegel wurde bereits am 2. Juni 1955 verliehen.“ „Beschreibung des Wappens: In einem grünen Feld drei 2 : 1 gestellte silberne (weiße) Muscheln. Beschreibung der Flagge: Die Flagge zeigt die Farben grün-weiß. Diese ungenaue Beschreibung entstammt der Hauptsatzung. Die korrekte Beschreibung lautet: Die Hissflagge zeigt die Farben Grün - Weiß - Grün im Verhältnis 1 : 3 : 1 quergestreift mit dem Wappen in der Mitte der mittleren Bahn. […] Beschreibung des Banners: Das Banner zeigt die Farben Grün - Weiß - Grün im Verhältnis 1 : 3 : 1 längsgestreift mit dem Wappen oberhalb der Mitte des Tuches.“                                                 |
| Everswinkel   |                                    |        | „Der Gemeinde Everswinkel ist mit Urkunde des Innenministers für das Land Nordrhein-Westfalen vom 15. März 1962 das Recht zur Führung eines Wappens, einer Flagge, eines Banners und eines Dienstsiegels verliehen worden. Beschreibung des Wappens: Im geteilten Schild oben in Rot die Vorderansicht einer silbernen (weißen) Kirche mit schwarzgedecktem Turm, unten in Silber (Weiß) einen rechtsgewandten schwarzen Eber unter einem schwarzen Sparren. Beschreibung der Flagge: Die Flagge (Hissflagge) zeigt im geteilten Feld oben in Rot die Vorderansicht einer weißen Kirche mit schwarzgedecktem Turm, unten in Weiß einen rechtsgewandten schwarzen Eber unter einem schwarzen Sparren. Das Banner zeigt auf einer weißen, von zwei roten Seitenstreifen im Verhältnis 1 : 3 : 1 begleiteten Bahn über die Mitte nach oben geschoben das Wappen der Gemeinde.“ |
| Oelde         |                                    |        | „Die Herkunft des schon seit 1890 geführten und erst am 16. März 1910 durch König Wilhelm II. von Preußen verliehenen Wappen ist unklar. Über die Verleihung einer Flagge ist nichts bekannt. Beschreibung des Wappens: Das Wappen zeigt im blauen Schilde einen nach oben offenen silbernen (weißen) Halbmond mit sechsstrahligem silbernen (weißen) Stern darüber. Beschreibung der Flagge: Die Flagge ist blau-weiß geteilt mit den Wappen in der Miette. Das Banner zeigt die Farben Blau und Weiß im Verhältnis 1 : 1 längsgestreift, im weißen Bannerhaupt der Wappenschild der Stadt.“ Die Hauptsatzung gibt folgende ungenaue Beschreibung: „Die Flagge der Stadt Oelde zeigt die Farben blau und weiß.“ |
| Ostbevern     |                                    |        | „Der Gemeinde Ostbevern ist mit Urkunde der Bezirksregierung Münster vom 28. Mai 1986 das Recht zur Führung einer Flagge und eines Banners verliehen worden. Das Wappen wurde am 7. April 1975 erneut verliehen, nachdem es bereits am 21. September 1936 vom Oberpräsidenten der Provinz Westfalen an das Amt Ostbevern verliehen wurde. Beschreibung des Wappens: In Gold (Gelb) zwei rote Zickzackbalken, belegt mit einem steigenden Biber mit roter Zunge. Beschreibung der Flagge: Die Hissflagge ist Gelb-Rot geviert mit dem Wappen in der Mitte. Das Banner ist Gelb-Rot im Verhältnis 1:2 geviert mit aufgelegtem Wappen auf der Vierung.“ |
| Sassenberg    |                                    |        | „Der Stadt Sassenberg ist mit Urkunde des Regierungspräsidenten in Münster vom 16. Dezember 1969 das Recht zur Führung eines Wappens, einer Flagge, eines Banners und eines Dienstsiegels verliehen worden. Beschreibung des Wappens: In Rot drei aufgerichtete goldene (gelbe) Kurzschwerter über einem goldenen (gelben) Dreiberg im Schildfuß. Beschreibung der Flagge: Die Flagge (Hissflagge) zeigt die Farben Rot - Gold (Gelb) - Rot im Verhältnis 1 : 3 : 1 längsgestreift (gemeint ist quergestreift) mit dem Gemeindewappen in der Mitte der mittleren Bahn. Das Banner zeigt die Farben Rot : Gold (Gelb) : Rot im Verhältnis 1 : 3 : 1 längsgestreift mit dem Gemeindewappen in der oberen Hälfte der mittleren Bahn.“ |
| Sendenhorst   |                                    |        | „Der Stadt Sendenhorst ist mit Urkunde des Regierungspräsidenten in Münster vom 5. September 1979 das Recht zur Führung eines Wappens, einer Flagge, eines Banners und eines Dienstsiegels verliehen worden. Beschreibung des Wappens: In Gold (Gelb) auf rotem Ross der rot gerüstete hl. Martin mit nebenhergehendem roten Bettler. Beschreibung der Flagge: Von Gelb zu Rot zu Gelb im Verhältnis 1 : 3 : 1 längsgestreift (gemeint ist quergestreift), in der Mitte der roten Bahn der Wappenschild der Stadt. Das Banner ist von Gelb zu Rot zu Gelb im Verhältnis 1 : 3 : 1 längsgestreift, in der Mitte der oberen Hälfte der roten Bahn der Wappenschild der Stadt.“ |
| Telgte        |                                    |        | „Der Stadt Telgte ist mit Urkunde des Regierungspräsidenten Münster vom 31. März 1976 das Recht zur Führung eines Wappens, einer Flagge, eines Banners und eines Dienstsiegels verliehen worden. Beschreibung des Wappens: Auf weißem (silbernen) Grund über einem Dreiberg auf einem grünen Rasenstück ein junger, grüner siebenblättriger Eichenbaum mit zwei grünen Eicheln. Beschreibung der Flagge: Die Flagge ist in drei Bahnen im Verhältnis 1 : 3 : 1 von Weiß zu Grün zu Weiß längsgestreift (gemeint ist quergestreift) und zeigt in der Mitte der grünen Bahn den Wappenschild der Stadt. Das Banner ist in drei Bahnen im Verhältnis 1 : 3 : 1 von Weiß zu Grün zu Weiß längsgestreift und zeigt in der oberen Hälfte der mittleren Bahn den Wappenschild der Stadt.“                                                                                          |
| Wadersloh     | laut Hauptsatzung keine Hissflagge |        | „Der Gemeinde Wadersloh ist mit Urkunde vom 10. Februar 1977 des Regierungspräsidenten Münster das Recht zur Führung eines Wappens, eines Banners und eines Dienstsiegels verliehen worden. Beschreibung des Wappens: Über einem goldenen (gelben), mit einer halben roten Rose mit goldener (gelber) Butze belegten Schildfuß in Rot drei goldene (gelbe) Abtkrümmen. Beschreibung des Banners: Das Banner zeigt Von Rot zu Gelb zu Rot im Verhältnis 1 : 3 : 1 längsgestreift, in der oberen Hälfte der mittleren Bahn der Wappenschild der Gemeinde.“ |
| Warendorf     |                                    |        | „Der Stadt Warendorf ist mit Urkunde des nordrhein-westfälischen Innenministers 1952 ein Wappen verliehen worden sowie mit Urkunde des Regierungspräsidenten Münster vom 31. März 1976 das Recht zur Führung einer Flagge und eines Banners verliehen worden. Beschreibung des Wappens: In Gold (Gelb) ein roter Torturm mit doppeltem Zinnenkranz, offenem Tor mit darüber hängendem silbernen (weißen) Fallgatter und beiderseits anschließender ansteigender roter Zinnenmauer. Beschreibung der Flagge: Die Flagge ist in 12 Streifen weiß-blau-rot quergestreift. Das Banner ist in 12 Streifen weiß-blau-rot längsgestreift mit dem aufgelegten Wappen oberhalb der Mitte.“ |